# Liste des études liées à la programmation neuro-linguistique
La liste des études liées à la programmation neuro-linguistique retrace les nombreuses études liées à la PNL qui ont été faites depuis le début des années 1980. La  programmation neuro-linguistique désigne un ensemble de modèles et de techniques de développement personnel originaires des États-Unis et destinés à améliorer la communication entre individus et à s’améliorer personnellement.
Elles sont catégorisées en trois types : études, méta-études, et recherche dans les secteurs pertinents (notamment les sciences cognitives et les neurosciences). Une quatrième sorte de preuve, nommée preuve anecdotique, fait référence à des rapports d'utilisateurs et de clients, et provient souvent de sources moins contrôlées et moins bien analysées de manière scientifique. Les preuves anecdotiques peuvent être considérées suggestives, et une direction pour plus de recherche, mais les scientifiques ne les considèrent pas comme une preuve intrinsèque. L'affaire Sokal par la publication d'un article canular en 2011 dans la revue Social Text puis le canular Sokal au carré en 2018 illustrent la facilité avec laquelle des textes non scientifiques sont publiés.

## Études généralement favorables

### Techniques de base

#### Rapport en mimant le langage sensoriel
- Dans une étude évaluée par des pairs, Bulent Turan et Ruth M. Townsley Stemberger (2000) des chercheurs ont placé un écran entre l'interlocuteur et son correspondant pour éliminer les indices visuels de l'empathie. Les participants dont le langage s'harmonise avec celui de l'enquêteur estiment qu'il est significativement plus empathique que pour les autres participants. Le test montre aussi que l'éducation se révèle également être liée à l'empathie perçue. Ce test est mené avec seulement 20 participants séparés en 2 groupes égaux[1],[2].
- Henry Asbell (1983) a découvert que mimer les prédicats était perçu comme le "plus aidant" des quatre stratégies et avait pour résultat une note plus élevée pour l'empathie de conseil[3].
- Yappo (1981) a découvert que lorsque les sujets étaient mis en transe par l'utilisation d'une variété d'inductions dans différents systèmes sensoriels, et que l'EMG (électromyographe) et une auto-évaluation ont été utilisés pour mesurer l'effet du mimétisme de prédicats, les deux mesures ont montré que des transes plus profondes étaient induites lorsque le système sensoriel favori était utilisé[4].
- Skinner et Stephens (2003) ont exploré les réactions des participants à des publicités et ont observé que les publicités qui utilisaient de manière prédominante leurs systèmes de représentation sensorielle linguistique était jugées comme plus persuasives[5].
- Voir aussi : les techniques de rapport PNL pour les bibliothécaires[6], English instruction[7]
- Roderick Swaab (INSEAD de Fontainebleau) a montré que reproduire les mots de son interlocuteur pendant les 10 premières minutes d’une négociation permettait d’obtenir plus d’avantage dans une négociation[8].

#### Mimique non verbale et rapport
- Dans une autre étude universitaire, les professeurs Tanya Chartrand et John Bargh (1999) rapportent que lorsque les expérimentateurs faisaient le miroir des sujets, les sujets signalaient que les expérimentateurs étaient « plus aimables » et qu'ils avaient eu des « interactions plus aisées » avec eux. Ils appellent ceci l'"effet caméléon". De plus, ils ont découvert que les gens qui avaient une note plus haute en empathie faisaient le miroir de leurs partenaires de conversation plus fréquemment[9].
- Des chercheurs à Stanford (Poulsen et al., 2007) ont programmé une IA de manière qu'elle mime les mouvements des étudiants pendant qu'elle expliquait la possibilité d'une nouvelle politique d'université. Un article dans Wired explique que 7 sur 69 étudiants ont détecté le mimétisme, mais le reste des étudiants qui ne l'ont pas détecté "ont préféré l'agent qui mimait plutôt que l'agent enregistré, et jugeaient ce premier plus amical, intéressant, honnête et persuasif. Ils ont aussi donné une meilleure attention au présentateur qui singeait : ils regardaient ailleurs moins souvent. Plus important encore, ils étaient plus susceptibles de se rallier à la façon de penser de l'agent qui mimait sur la question de la carte d'identité obligatoire[10].
- Sandhu et al. (1993) ont découvert que la synchronisation PNL du comportement non verbal avait un effet notable sur plusieurs mesures de rapport dans les scénarios de conseils inter-culturels[11].

#### Ancrage
- Alan Brandis (1987) a découvert que l'auto-ancrage était "fortement relié" aux changements de réactions de colère des parents[12].
- Horst Reckert (1994) a étudié les ancrages faits en une session afin de traiter l'anxiété avec des résultats positifs. L'auteur utilisait des entraînement mentaux comme groupe de contrôle[13].

#### Méta-Modèle
- Thomas Macroy (1978) a découvert que les familles les plus insatisfaites étaient sensiblement reliées à des violations du métamodèle, et a conclu que "défier les schémas du métamodèle est un moyen important pour augmenter la capacité d'obtenir la satisfaction socialement."[14]

#### Modèle de Milton
- Cheek (1981) a démontré que l'utilisation du langage de Milton en PNL est capable d'atteindre et d'influencer en induisant 3000 patients à répondre avec un signe de la main à des questions alors que les patients étaient complètement anesthésiés[15].

#### Les mouvements oculaires et le processus de pensée
- Day, psychiatre américain, bien avant la PNL, en 1967, relevait[16] la corrélation entre le décrochage du regard et une activité cognitive interne.

- Dooley et Farmer (1988) ont étudié les mouvements des yeux en utilisant des extraits vidéo de 10 personnes qui ont du mal à prononcer par rapport à des sujets témoins normaux. L'étude soutient l'hypothèse que les réponses des mouvements oculaires seraient différentes entre les individus neurologiquement normaux et aphasiques [17].

- Pierre Vermersch, psychologue et chercheur au CNRS, cite[18] une thèse aux États-Unis dans laquelle on enregistre sur vidéo des récits libres ou des réponses à des questions sensoriellement orientées. Les vidéos sont analysées par des spécialistes de la PNL qui n'ont accès qu'à l'image (pas de sons). Les corrélations interjuges sont de 80% et les prédictions, sur le canal sensoriel mis en œuvre, inférées des mouvements des yeux sont exactes à 90% pour le visuel et un peu moins pour les autres canaux. Vermersch relate[19] l'existence d'une centaine d'études qui valident ce lien entre accès oculaires et représentations sensorielles.

#### Études sur la conscience
- Mathison et Tosey (2008) ont combiné des méthodes inspirées de la PNL avec des recherches en phénoménologie afin d'obtenir un témoignage direct sur des leçons d'équitation et pour développer un compte-rendu des expériences de l'apprentissage transformatif. Ils ont déclaré que les méthodes utilisées ont permis au cavalier de spécifier sa langue et ses questions pour développer une distinction de plus en plus fine sur l'expérience d'apprentissage et de compréhension[20].
- Mathison et Tosey (2009) ont mené une entrevue d'explication avec 4 personnes en utilisant le langage et les questions PNL pour développer des témoignages directs à travers des introspections guidées, en particulier ce qu'ils appellent "des moments de connaissance"[21].
- Tamara Andreas et Connirae Andreas (2009) fournissent un exemple d'"alignement des positions perceptuelles", une distinction qu'ils ont développé au sein de la PNL et qu'ils proposent pour explorer les expériences directes[22].

### Psychothérapie

#### Psychothérapie
- Genser-Medlitsch & Schütz (1997) ont testé les effets du travail de maîtres praticiens PNL sur 55 clients souffrant de maladies cliniques, la plupart d'entre eux prenant des médicaments psychiatriques. Le groupe de contrôle de 60 personnes souffrait de symptômes plus légers. Après le traitement du groupe PNL, 2 % n'ont senti aucune différence, 98 % se sont sentis mieux ou beaucoup mieux, et aucun ne s'est senti moins bien.(pour le groupe de contrôle : 48 %, 36 %, 15 %, respectivement). Après la thérapie, les clients qui ont reçu le traitement PNL percevaient qu'ils avaient plus de contrôle sur leur vie (avec une différence à 10 % de signifiance), ont réduit leur utilisation de médicaments, utilisaient de manière plus efficace des méthodes d'adaptation, et ont réduit des symptômes tels que l'anxiété, l'agressivité, les pensées paranoïaques, l'insécurité sociale, les comportements compulsifs, et la dépression. Les changements positifs dans 25 sur 33 des symptômes (76 %) se sont produits uniquement dans le groupe PNL, alors que des changements positifs dans 3 domaines seulement ont été observés dans les groupes de contrôle et PNL. Les chercheurs ont conclu "Il pourrait être établi que, en principe, la PNL est efficace par rapport à l'objectif thérapeutique."[23]

- Stipancica (2010) a mené une étude quasi-expérimentale qui examinait l'efficacité de la psychothérapie Neuro-linguistique. Cette étude a montré une "augmentation dans la perception de la qualité de vie après la thérapie, comparé au groupe de contrôle en liste d'attente, avec des effets au niveau de la taille entre 0.51 et 0.73." Les auteurs en ont conclu que la PNL avait une efficacité similaire à d'autres pratiques et techniques bien établies telle que la thérapie cognitivo-comportementale[24].

- Kirenskaya et ses collègues (2011) ont montré une baisse dans l'intensité émotionnelle négative pour les gens hautement hypnotisables et les gens peu hypnotisables pendant un traitement PNL mais une baisse des activités physiologiques (battement du cœur, skin conduction span) a été observé chez les sujets hautement hypnotisables seulement. La vivacité des images et l'intensité émotionnelle ont aussi été notablement plus hautes chez les sujets hautement hypnotisables[25].

#### Se ronger les ongles
- Wilhelm (1991, Germany) a testé la technique du « swish » pour le comportement de se ronger les ongles, constatant « une variation significative du rongeage d'ongle » et que les résultats étaient stables jusqu'au suivi[26]

#### Phobies spécifiques
- Einspruch (1988) a constaté des « améliorations marquées » sur une période de 8 semaines dans une étude de 31 patients qui ont entrepris un traitement PNL contre la phobie [27]
- Karunaratne, M. (2010) passe en revue les résultats de recherches expérimentales et en conclut que la PNL est un traitement efficace et efficient contre les phobies[28].

#### Stress post-traumatique et troubles anxieux
- Konefal (1992) a constaté que "Des résultats confirment l'efficacité de la PNL pour diminuer les caractéristiques de l'anxiété et augmenter la sensation de contrôle interne"[29]
- Bigley et al. (2010) ont mené une étude évaluative et ont constaté que la PNL allégeait de manière considérable l'anxiété et a permis à des examens IRM d'être exécutés dans 38/50 (76 %) des patients claustrophobes sans l'aide d'anesthésie générale[30].
- Koziey et McLeod (1987) ont constaté que la technique PNL dissociation V/K produisait une « réduction positive de l'anxiété pour les trauma à la suite des viols chez les adolescents »[31]
- Stress post-traumatique: Muss (1991) a examiné l'impact de la technique PNL dissociation V/K (ou retour-arrière) sur 19 officiers de police qui remplissaient les critères de troubles post-traumatique de niveau DSM-III. La technique se faisait sur un suivi de 3-4 mois. La plupart ont déclaré que la technique les avait grandement aidés. Sur un suivi à long terme 100 % des sujets ont confirmé aucune présence de récidive[32].
- Dietrich (2000) a passé en revue les essais cliniques de la technique PNL de dissociation V/K (technique de retour-arrière), et en a conclu que la PNL était "prometteuse" et que "les symptômes intrusifs, les comportements d'évitement et le fonctionnement interpersonnel et professionnel s'étaient améliorés pour la plupart des participants dans les études passées en revue"[33]
- Dans Une revue des approches alternatives pour le traitement des séquelles post-traumatiques (A Review of Alternative Approaches to the Treatment of Post Traumatic Sequelae), Dietrich et al. affirme que "les preuves disponibles suggèrent que TIR (Traumatic Incident Reduction therapy), la méthode TRI (Trauma Recovery Institute Method), et la dissociation V/K sont des traitements efficaces pour les séquelles post-traumatiques." [...]  "Des études rigoureuses doivent être menées et reproduites en utilisant un groupe de comparaison pour démontrer que le traitement identifié est au moins équivalent à un autre traitement "bien fondé" tel que les médicaments, les placebos ou autres. Les scientifiques-praticiens sont encouragés à prendre un rôle actif dans cette ligne d'enquête et à combiner des composants, à l'aide de bons modèles expérimentaux et des approches normalisées."[34]
- Une étude a constaté qu'une seule session d'intégration par mouvement oculaire (IMO), une technique originaire de la PNL, a réduit considérablement les symptômes de traumatisme chez les patients (12 enfants entre 14 et 16 ans qui souffraient d'expériences traumatiques). L'étude recommandait l'IMO pour aider au rétablissement d'un traumatisme d'enfance[35].

#### Lutte contre les dépendances
- Howie (1996) décrit la PNL et la propose comme une intervention prometteuse pour les addictions. Il conclut que «Bien que la recherche empirique est à un stade précoce, et certaines déclarations exagérées sont probablement énoncées par des praticiens PNL, un ensemble substantiel de preuves cliniques s'accumulent pour soutenir la valeur de la PNL dans la facilitation de la libération d'une personne du joug de la tyrannie des conduites addictives."[36]

#### Allergies
- Judith Swack (1992) a utilisé la technique de traitement des allergies PNL sur en groupe de 10 personnes[Information douteuse]. Les résultats :  un succès pour 7 d'entre eux malgré une rechute au fil du temps pour 3 de ces 7 personnes. Sur ces 3 personnes qui ont rechuté, 2 ont complètement guéri lorsque des techniques PNL supplémentaires ont été utilisées (telles que la ligne du temps et la dissociation V/K)[37].

#### Les maladies chroniques
- Hanne et Jorgen Lund (1995) ont testé la PNL sur des asthmatiques, découvrant que la capacité des poumons des membres du groupe de contrôle déclinait en moyenne d'environ 50 mL, alors que la capacité des poumons des membres du groupe expérimental augmentait d'environ 200 mL. Dans le groupe expérimental, la mesure des fonctions pulmonaires instables est tombée en dessous de 10 %, et l'utilisation d'inhalateurs et de médicaments a diminué jusqu'à zéro[38].
- Ulbrich (1998) a constaté que lorsque la PNL était utilisée pour traiter une maladie chronique sérieuse dans des essais cliniques, se déroulant pendant 12 heures sur 3 semaines, "les procédures se révélaient être des procédures réussies" et "des résultats notables apparaissaient". Il a aussi noté que "les participants à l'expérience jugent le succès de leur réadaptation globale de manière plus positive que les membres du groupe de contrôle". Il a déclaré q' "apparemment les techniques PNL utilisées en formation se sont révélées être des procédures tout à fait efficaces pour la promotion de la santé. Bien que la formation ne comprenait qu'une période de 3 semaines (12 heures de formation), des résultats notables apparaissent. Ainsi les participants de la formation jugent le succès de leur réadaptation plus positivement que les membres du groupe de contrôle"[39].[réf. nécessaire]

#### Les troubles obsessionnels compulsifs
- Le rapport entre la PNL et les neurotransmetteurs et l'activité neurologique : Baxter (1994) a constaté que le recadrage  PNL utilisée pour traiter un trouble obsessionnel compulsif à la place du Prozac conduisait à une même augmentation de sécrétion de sérotonine et une même baisse d'activité du noyau caudé comme les sujets de contrôle qui prenaient des médicaments (tel que mesuré par les scans du cerveau avec la tomographie par émission de positons)[40].

#### Conseil de divorces
- Bertoli (2002) décrit une utilisation de la PNL combinée à l'Emotional Freedom Technique pour des couples vivant un divorce ou une séparation. Selon lui, à propos de la seule PNL :« Il est important de souligner ici que cette méthode n'est pas magique, mais des preuves positives anecdotiques ont suggéré qu'elle permet aux personnes de prendre leurs distances par rapport au motif initial. Avec de la distance, les clients semblent mieux se contrôler et sont capables de choisir les options les plus proches de leurs valeurs plutôt que d'agir sous le coup de la colère ou la douleur »'[41].

#### Relations parents-enfant
- Paula et al. (1991) ont examiné lors d'essais cliniques si la PNL pouvait aider les enfants et les parents dans les bidonvilles. Ils ont utilisé un programme d'intervention PNL sur 15 sessions (environ 10 ont été aidés avec la PNL, 27 ont servi de groupe témoin), en mesurant le développement psychomoteur des enfants, l’environnement familial et la santé mentale maternelle avant et après. Ils en ont conclu qu'"Il y a une tendance qui indiquait des effets positifs sur l’environnement familial"[42].

#### Collecte d'information et assistance
- Gerald Davis a constaté que la "structure, terminologie, et les principes théoriques solides [de la PNL] aboutissaient à une collecte d'information de processus précieuse" lors d'assistance à des adultes sourds prélingualement[43].

#### Assistance Sociale
- Frank (1997, Germany) a fait l'enquête sur la PNL dans l'assistance sociale. Il a découvert des "changements énormes" et que "beaucoup de gens indiquaient qu'ils pouvaient améliorer leurs capacités, se sentaient plus compétent sur le plan technique et faisaient des introspections plus intenses", résumant que la PNL avait des "retombées très positives"[44]

### Pédagogie

#### Orthographe
François Loiselle (1985, University de Moncton, Nouveau Brunswick) a fait l'expérience d'une variété de stratégies d'orthographe et d’épellation et a constaté : groupe témoin = aucun changement, « visualisation » = 10 % d'amélioration, « visualisation en haut à droite » (c'est-à-dire le visuel construit de la PNL) = 20–25 % d'amélioration, « visualisation en bas à gauche » (c'est-à-dire kinesthésique en PNL) = 15 % en moins de réussite.
L'orthographe a été testé de nouveau par Loiselle (1985, University de Moncton, Nouveau Brunswick). Quatre groupes de gens qui orthographiaient moyennement ont reçu le même test d'orthographe (en utilisant des mots inventés qui n'ont aucun sens). Chaque groupe avait des instructions différentes et chaque groupe a obtenu des résultats différents dans leur test d'orthographe : on avait simplement demandé au groupe A d' « apprendre les mots » (ils ont obtenu le même résultats que d'habitude). Le groupe B avait pour instruction de « visualiser les mots pour les apprendre » (une amélioration de 10 %), on avait dit au groupe C de « regarder en haut à gauche », une technique PNL qui est censée aider la mémoire visuelle (amélioration de 20–25 %). Un autre groupe, group D, a eu pour instruction de « regarder en bas à droite », et selon la PNL ceci aiderait à ressentir kinesthésiquement, mais peut bloquer la visualisation. Les gens de ce groupe ont eu un score 15 % moins bon que d'habitude. Ces résultats étaient identiques à ceux obtenus par Malloy (1989).
Malloy dépose une seconde thèse qui démontre l'impact des directions du regard pour faciliter l'évocation du signifiant (orthographe).
Raymonde Dubé, Gabriel Goyette, Monique Lebrun et Marie-Thérèse Vachon ont réalisé une étude, portant sur des écoliers de première et de deuxième années, qui analyse le rôle de la mémoire visuelle et, plus particulièrement, le recours à l’image mentale dans l’apprentissage de l’orthographe lexicale.

#### Enseignement
- L'anxiété aux examens: Kudliskis et Burden (2010) a mené une étude de cas d'élèves de terminale(sixth form) dans le Sud-Ouest de l'Angleterre en utilisant des techniques liées à la PNL pour traiter l'anxiété due aux examens et des problèmes connexes[49].
- Éducation et enseignement[50]

### Le sport
- Cricket: Le groupe expérimental composé de 15 personnes seulement a montré une amélioration des compétences générales par rapport au groupe de contrôle (composé du même nombre de personnes). L'auteur a conclu que la PNL a été efficace à l'amélioration des compétences de jeu de cricket (2009)[51].

### La culture organisationnelle et le changement
- Étude de cas sur la façon dont les techniques de PNL ont été utilisés à Metronet Rail BCV Ltd, une société de maintenance ferroviaire, en vertu de changements organisationnels majeurs. Souligne l'importance de la communication spécifique, et les compétences de rapport notamment dans la gestion du changement[52].

## Études généralement défavorables

### Une absence totale de preuves
- Daniel Druckman et John A. Swets (1988) Enhancing Human Performance: Issues, Theories, and Techniques (Amélioration de la performance humaine: enjeux, Théories et Techniques) National Academy Press. 312 pages  (ISBN 978-0-309-07465-0). Le Conseil National Américain de la Recherche (United States National Research Council) a produit un rapport, supervisé par un conseil de 14 experts universitaires, établit: "individuellement et en tant que groupe, ces études ne parviennent pas à fournir une base empirique de support aux hypothèses de la PNL ... ou de l'efficacité de la PNL. Le comité ne peut recommander l'emploi d'une telle technique non reconnue ". L'ensemble de l'édifice relatif à son influence et des rapports techniques "au lieu d'être fondée sur la théorie contemporaine neurologique dérivée scientifiquement, la PNL est basée sur des métaphores dépassées de fonctionnement du cerveau et est entourée de nombreuses erreurs factuelles".

- Edgar Johnson, directeur technique de l'US Army Research Institute for the Behavioral and Social Sciences à la tête du "Projet Jedi" (1988): concernant la PNL, il est établi que "de nombreuses données montrent que cela ne marche pas"[53].

- B. L Beyerstein, 1990, Brainscams: Neuromythologies of the New Age ( Les supercheries sur le cerveau : neuro-mythologies du New Age) International Journal of Mental Health: « En y regardant de plus près, il n'y a pratiquement aucun soutien scientifique crédible pour les programmes [de PNL] »[54].

- Dylan A Morgan, "Scientific Assessment of NLP" ( Une évaluation scientifique de la PNL), Journal of the National Council for Psychotherapy and Hypnotherapy Register. Printemps 1993.

- Donald A Eisner (2000). The death of psychotherapy: From Freud to alien abductions (La mort de la psychothérapie: de Freud aux enlèvements par des extraterrestres). Westport, Praeger Publishers, page 158,  (ISBN 978-0275964139) : «Les promoteurs de la PNL n'ont pas fourni un seul point de soutien scientifique à leurs revendications».

- Denis Benoit, La maîtrise du non-verbal dans la relation duelle : mythe ou réalité ? Revue Communication & Organisation (2000): "Soulignons que, jusqu’à plus ample informé, ni descriptions précises et objectives des travaux d’observation, ni vérifications quantitatives, ni évaluations parfaitement impartiales des résultats des applications n’[ont] été à ce jour publiées (aussi bien en Europe qu’aux USA)"[55].

- Christian Balicco: La programmation neurolinguistique ou l’art de manipuler ses semblables - août 2000, Science & Pseudo Sciences n° 243. En conclusion: « l’absence systématique de vérification - au sens scientifique du terme - nous font conclure à une utilisation abusive et, surtout anti-scientifique » [56].

- Yves Winkin, La communication n’est pas une marchandise. Résister à l’agenda de Bologne. Bruxelles, Éditions Labor/Éditions Espace de Libertés, collection "Liberté j’écris ton nom", 2003, 96 pages  (ISBN 978-2-804-01820-7). « Éléments pour un procès de la PNL », MédiAnalyses, n° 7, septembre 1990, pp 43-50. Texte repris dans ce livre.

- Grant J. Devilly, Power Therapies and Possible Threats to the Science of Psychology and Psychiatry (Les thérapies de pouvoir et les menaces possibles pour la science de la psychologie et de la psychiatrie ), juin 2005, Australian & New Zealand Journal of Psychiatry. La conclusion est que ces nouvelles thérapies n'ont offert aucune nouvelle théorie scientifiquement valable dont on puisse tirer profit, ne montrent pas une quelconque efficacité, ne prouvent aucunement qu'elles offrent des améliorations substantielles aux soins psychiatriques existants, mais présentent de nombreuses caractéristiques compatibles avec la pseudocience[57].

- John C Norcross, Gerald P Koocher, Ariele Garofalo. Discredited psychological treatments and tests: a Delphi poll (Les traitements et tests psychologiques discrétités: une enquête sur un échantillon avec la méthode Delphi). Octobre 2006. Professional Psychology: Research and Practice. Dans le cadre d'un intérêt intense de la pratique fondée sur des preuves, les auteurs ont cherché à établir un accord commun sur les traitements et les évaluations psychologiques discrédités en utilisant la méthode Delphi. Un panel de 101 experts les ont classés dans un ensemble allant de "pas du tout discrédité" à "absolument discrédité". Les résultats offrent une première étape convaincante pour identifier consensuellement un ensemble de procédures discréditées dans la pratique moderne de la santé mentale. La PNL a été identifiée parmi les 10 pratiques les plus discréditées[58].

- S. Della Salla, Tall Tales about the Mind and Brain: Separating Fact from Fiction (Les grandes légendes sur l'esprit et le cerveau: Séparer les faits de la fiction). Oxford University Press, 2007, page 22.  (ISBN 978-0198568773). « Dans la publication de mai 2001 du Training Journal qui examine minutieusement toutes sortes de programmes de formation extravagantes vantées à l'industrie et au gouvernement, Gary Platt a montré en détail comment les preuves corroboratives pour la PNL sont faibles. Dans cet article , Gary Platt cite le célèbre psychologue britannique et sceptique, le Dr Michael Heap, du Sheffield Health Authority, qui a publié de nombreuses critiques sur la PNL: « Par conséquent, compte tenu de l'absence de toute preuve objective fournie par les partisans initiaux de l'hypothèse du système de représentation et de l'échec des enquêtes empiriques ultérieures pour l'appuyer adéquatement, il peut être opportun de conclure qu'il n'y a pas, et n'y a jamais eu , un quelconque élément pour postuler que les gens représentent intérieurement leur monde d'une façon privilégiée qui peut être déduite à partir de leur choix de prédicats [propositions verbales] et de leurs mouvements oculaires[59]. »

- Dr Michael Heap - psychologue judiciaire:  The validity of some early claims of NLP (Le bienfondé de certaines premières prétentions de la PNL). Skeptical Intelligencer, volume 11, page 6, 2008 [S'agissant de la reproduction du comportement verbal et non verbal, y compris les systèmes de représentation] : " Pour arriver à ce genre de généralisations sur l'esprit et le comportement humain, il faudrait certainement procéder à une recherche prolongée, systématique et minutieuse des humains en utilisant des procédures solides pour observer, enregistrer et analyser les phénomènes étudiés. Il n'y a pas d'autre moyen de le faire. Pourtant, quand ils [Bandler et Grinder] ont fait leurs assertions, les auteurs n'ont jamais révélé tout cela à leurs étudiants et à leurs lecteurs; ils ont simplement déclaré que c'est ce qu'ils avaient remarqué."[60]

- Włodzisław Duch, Paweł Matykiewicz et John Pestian: Neurolinguistic Approach to Natural Language Processing with Applications to Medical Text Analysis, Neural Networks, volume 21, décembre 2008, pages 1500 à 1510. [S'agissant notamment de la PNL] « Dans le domaine médical de l'ontologie, les relations entre les concepts et la classification des types sémantiques permet des approximations utiles aux processus neurolinguistiques, tandis que dans les domaines généraux des ressources de ce genre sont toujours manquantes »[61].

- Gareth Roderique‐Davies: Neuro‐linguistic programming: cargo cult psychology ? [La Programmation Neuro Linguistique: le culte du cargo appliqué à la psychologie ? ] 2009, The NLP Encyclopedia - Université de Glamorgan (Pays de Galles) - « conclut qu'après trois décennies, la PNL n'a toujours pas de base théorique fiable, les chercheurs ayant échoué à établir une quelconque preuve de son efficacité »[62]

- Tomasz Witkowski, Thirty-Five Years of Research on Neuro-Linguistic Programming. NLP Research Data Base. State of the Art or Pseudoscientific Decoration ? (35 ans de recherches sur la programmation neuro-linguistique. Base de données de la recherche sur la PNL. A la pointe du progrès ou décoration pseudo-scientifique ?) Polish Psychological Bulletin. Volume 41, N° 2, Pages 58–66, mars 2011. L'énorme popularité des thérapies et de la formation en programmation neurolinguistique (PNL) n'a pas été accompagnée par la connaissance des fondements empiriques du concept. Parmi les 315 articles, l'auteur a sélectionné 63 études publiées dans des revues répertoriées dans la Liste originale du registre de l'Institute for Scientific Information. Sur 33 études, 18,2% montrent des résultats soutenant les principes de la PNL, 54,5% - des résultats non favorables et 27,3% apporte des résultats incertains. L'analyse qualitative indique le poids plus important des études non favorables et leur plus grande valeur méthodologique par rapport à celles soutenant les principes. Les résultats contredisent l'affirmation d'une base empirique de la PNL[63].

- Interview à la BBC en mai 2012 de Richard Bandler sur la PNL. Le journaliste interpelle Richard Bandler : "J'ai lu dans mes notes ici, que la programmation neuro-linguistique n'est pas du tout soutenue par des preuves scientifiques". Il répond par une question: " le type de chercheurs qui font ces affirmations : des scientifiques sociaux ou des vrais scientifiques ? ". Il ajoute: " La vraie science pour moi signifierait que vous pouviez prendre des gens qui ont peur de l'ascenseur et que vous pouvez en prendre 20 et que 20 minutes plus tard, ils peuvent monter et descendre sans avoir peur. Pour moi, c'est la mesure. Ce n'est pas si statistiquement cela peut être reproduit ou pas par quelqu'un qui ne sait pas comment le faire."[64],[65]

- Lisa Wake, Richard Gray & Frank Bourke, The Clinical Efficacy of NLP: A critical appraisal (L'efficacité clinique de la PNL: une évaluation critique) 2013, Editions Routledge, Londres et New York, 274 pages -  (ISBN 978-0-415-63515-8 et 978-0-203-08366-6). Dans un article intitulé « Les erreurs conceptuelles dans la recherche scientifique » tiré du livre précité (pages 194 à 216), les auteurs relèvent les biais méthodologiques qui ont entaché la recherche sur la PNL depuis 35 ans. Ils éclairent sur les présupposés des premiers chercheurs qui se sont intéressés à la PNL et sur la manière dont ces présupposés se sont transmis entre chercheurs. Il apparait qu'aucun d'entre eux n’a vérifié, à partir d’une source bien informée, que leurs présuppositions étaient valides[66],[67].

- (nl) Wouter Boonstra , NLP: ook placebo's kunnen werken (PNL: les placebos aussi peuvent marcher) 19 août 2015: "L'efficacité de la programmation neurolinguistique n'a jamais été prouvé, mais il y a encore de nombreux cours de formation"[68].

- Rob Briner, 29 septembre 2015, What's the evidence for... neuro-linguistic programming ? (Quelle est la preuve pour …la Programmation Neuro Linguistique) HR Magazine. "Est-ce que ce formateur en PNL de premier plan a de bonnes preuves pour démontrer la valeur du produit qu'il vend ? À mon avis, ce n'était pas le cas. Mais ce n'était pas surprenant. Le seul type de preuve sur son site web était des témoignages, ce qui est très mauvais, sinon le plus bas, des preuves de qualité." [69]

- Yasushi KOIKE, Université de Rikkyo (Japon), Empowered or Belabored ? Neuro-Linguistic Programming in Japan (Habileté ou élaboré ? La Programmation Neuro Linguistique au Japon), jeudi 14 juillet 2016, présentation orale lors du troisième forum organisé par l'International Sociological Association à Vienne (Autriche). " la PNL a eu quelques difficultés à gagner en popularité en raison du manque de preuves scientifiques de son efficacité"[70].

- Une absence permanente de la PNL dans les résultats des moteurs de recherche des données scientifiques sur la médecine fondée sur les faits (Evidence-Based Medicine)[71].

### Techniques de base
La répétition de mots ou de portions de phrases et/ou de la gestuelle de son interlocuteur sont des symptômes de deux pathologies psychiatriques: l'écholalie et l'échopraxie.

#### Rapport en mimant le langage sensoriel
- Induction double : Matthews, Kirsch, et Mosher (1985) ont examiné les réactions à l'hypnose traditionnelle enregistrée par rapport à la double induction inspirée par Bandler et Grinder (1975). Ils ont comparé les réponses de 34 étudiants de premier cycle en psychologie  à l'hypnose traditionnelle enregistrée par rapport à induction double telle que décrite par Bandler et Grinder. Ils n'ont pas trouvé de différence considérable entre les résultats de l'hypnose traditionnelle et l'induction double enregistrées. Ils ont recommandé des recherches plus poussées sur les inductions en direct, mais ils ont conclu "utilisée sur bande audio, l'induction double hypnotique décrite par Bandler et Grinder (1975) n'est pas plus efficace que l'induction traditionnelle." [72]

- Sharpley C.F  “Research Findings on Neuro-linguistic Programming: Non supportive Data or an Untestable Theory”. ( Des résultats de la recherche sur la programmation neuro-linguistique: des données non favorables pour une théorie non vérifiable ) Communication and Cognition Journal of Counseling Psychology, janvier 1987 Volume 34, No 1: pages 103-107. Certaines études ont montré que des techniques spécifiques de la PNL pour améliorer les rapports interpersonnels, qui ont été testées, ont eu pour résultat de trouver que la PNL est capable de rendre les gens moins dignes de confiance dans la communication.

- Donald McCormick (1987), Bibliography of Literature on Neuro-Linguistic Programming (Bibliographie d'ouvrages publiés sur la PNL), page 17. Plus de 160 livres, rapports de recherche, mémoires, articles de revues, enregistrements audio et vidéo et projets de recherche favorables ou défavorables sont listés. Dans un avertissement concernant les mimiques non verbales et le rapport à l'autre, l'auteur ne trouve rien dans la bibliographie qui dit que quelqu'un qui observe cela évaluerait nécessairement le thérapeute correspondant comme meilleur[73].

#### Mimique non verbale et rapport
- JL Ellickson, J. L. (1983).“Representational systems and eye movements in an interview” (Systèmes de représentation et mouvements oculaires dans une interview), Journal of Counseling Psychology, 30 (3), page 339 à 345. L'hypothèse selon laquelle la relation perçue entre l'interviewer et le participant est améliorée en utilisant le modèle postulé par J. Grinder en 1977, a été testée auprès de 72 personnes qui ont participé à une des deux situations d'interview: (a) une interview congruente dans laquelle les intervieweurs ont répondu avec des "prédicats perceptifs" qui correspondaient au système de représentation indiqué par un mouvement oculaire et b) une interview incongrue dans laquelle intervieweurs système de représentation non concordant. Ils ont révélé un soutien douteux à la notion de rapport amélioré lorsque les intervieweurs répondaient de façon appropriée aux systèmes de représentation indiqués par les mouvements oculaires.

- Christopher F. Sharpley, “Predicate matching in NLP: A review of research on the preferred representational system” (Concordance de prédicats dans la PNL: examen de la recherche sur le système de représentation préféré). Journal of Counseling Psychology, Volume 31(2), avril 1984, pages 238-248. Les résultats suggèrent dans ces 15 études qu'il y a peu de preuves à l'appui de l'utilisation du système de représentation préféré dans la PNL, beaucoup de données allant dans le sens contraire. Des questions relatives à la responsabilité sont soulevées[74].

#### Les mouvements oculaires et le processus de pensée
- Fred Dorn, Determining the Reliability of the NLP Eye-Movement Procedure, (Déterminer la fiabilité de la procédure de la PNL sur le mouvement de l'œil ) American Mental Health Counselors Association Journal, juillet 1983, volume 5 n°3 page 105, Les résultats ne soutiennent pas les affirmations antérieures de la programmation neurolinguistique (PNL) selon lesquelles l'évaluation des mouvements oculaires peut être utilisée de façon fiable pour identifier les systèmes sensoriels primaires[75].

- Elich, Thompson et Miller, Mental imagery as revealed by eye movements and spoken predicates: A test of neurolinguistic programming, (L'imagerie mentale révélée par les mouvements oculaires et les prédicats parlés: un test de la programmation neurolinguistique) Journal of Counseling Psychology, Volume 32, octobre 1985, pages 622-625. Aucune relation entre l'imagerie et les mouvements oculaires ou prédicats n'a été trouvée. Les données sont discutées dans le contexte d'une littérature toujours croissante qui ne soutient pas le modèle de Bandler et Grinder et des difficultés d'interprétation du modèle lui-même[76].

- A Farmer, R Rooney, JR Cunningham (décembre 1985)  Hypothesized eye movements of neurolinguistic programming: a statistical artifact.(L'hypothèse des mouvements oculaires de la programmation neurolinguistique: un artefact statistique). Les auteurs concluent ainsi: "Ces données indiquent que l’hypothèse de mouvements oculaires appartient au hasard plutôt qu'à une relation avec des positions sensorielles modélisées"[77].

- William C. Coe et Joseph A. Schahcoff, An Empirical Evaluation of the Neurolinguistic Programming Model. (Une évaluation empirique du modèle de la programmation neurolinguistique). International Journal of Clinical and Experimental Hypnosis, Volume 33, 1985 :" L'hypothèse de la programmation neuro-linguistique selon laquelle la plupart des gens ont une manière préfigurée de traiter avec le monde - un système de représentation primaire - a été testée. 50 personnes ont été évaluées sur 3 axes pour la préférence de la modalité sensorielle : (a) ils ont choisi parmi les descriptions écrites utilisant soit le langage visuel, auditif ou kinesthésique (préférence), (b) leurs mouvements oculaires ont été enregistrés au cours d'une entrevue, (c) leurs réponses verbales ont été notées pour les prédicats sensoriels. La conclusion semble justifier la nécessité de reposer sur beaucoup plus de bases empiriques avant que les revendications thérapeutiques positives des promoteurs de la programmation neuro-linguistique puissent être prises au sérieux "[78].

- Dooley et Farmer (1988) ont étudié les mouvements des yeux en utilisant des extraits vidéo de seulement 10 personnes qui ont du mal à prononcer par rapport à des sujets témoins normaux. L'étude soutient l'hypothèse que les réponses des mouvements oculaires peuvent être différents entre les individus neurologiquement normaux et aphasiques . La question du mouvement des yeux traduisant un mensonge ou la vérité n'est pas abordée dans cette étude[17].

- Burke DT, Meleger A, Schneider JC, Snyder J, Dorvlo AS, and Al-Adawi S : Eye-movements and ongoing task processing. Perceptual and Motor. (Les mouvements des yeux et le traitement des tâches en cours de réalisation. Compétences perceptuelles et motrices). Skills 96, 2003 ont étudié si les tâches à modalité spécifique (visuelle, gustative, kinesthésique) étaient reliées à des mouvements oculaires distincts. L'étude n'a pas soutenu l'hypothèse du système de représentation favori. En effet, elle a montré des mouvements oculaires idiosyncrasiques pour toutes les modalités qui étaient spécifiques à l'individu[79].

- Dr Mark Frank: The eyes contact myth. (Le mythe de la connexité des yeux). Septembre 2009 [80].

- David Mastumoto, Frank, Mark G. Hwang, Hyi Sung. Non Verbal Communication: Science And Application. (La communication non  verbale: science et application). Sage Publication. 2012. 322 pages  (ISBN 978-1412999304 et 1412999308)

- Richard Wiseman, Caroline Watt , Leanne ten Brinke, Stephen Porter, Sara-Louise Couper, Calum Rankin: The Eyes Don’t Have It: Lie Detection and Neuro-Linguistic Programming, 11 juillet 2012 [81].

- Dr Sam Mann, Professeur Aldert Vrij, E Nasholm, Lara Warmelink, Dr Sharon Leal, Dave Forrester, The direction of deception: neuro-linguistic programming as a lie detection ("La direction de la tromperie: la programmation neuro-linguistique comme outil de détection du mensonge").Journal of Police and Criminal Psychology, volume 27, pages 160 à 166, octobre 2012. D'après 2 expériences menées respectivement sur 204 et 31 personnes, il apparait qu'en aucune façon dans le premier groupe le mouvement des yeux n'a permis de déceler un mensonge et dans 3 cas dans le second[82].

- Peut-on repérer les menteurs par leur langage corporel ? Une nouvelle étude remet en cause toutes les convictions. 3 avril 2014. "Ces scientifiques sont catégoriques : il n'existe aucune possibilité de savoir qu'une personne ment ou dit la vérité seulement en observant la direction de ses yeux."[83].

- Xavier Ristat, L’expertise en non-verbal : la pseudo-science invitée dans les médias [84]

- Adrien Alexandre, Julie Malige, Perrine Breyton, Kimberley Brun de l'Université Pierre-Mendès France ( UFR de psychologie) de Grenoble, France (2016). La Programmation Neuro Linguistique: « Test de l’affirmation PNL : quelqu’un qui ment regarde vers la gauche, quelqu’un qui dit vrai vers la droite ». Ce groupe conclut : « Nous ne sommes pas en capacité de valider l’affirmation suivante « quelqu’un qui ment regarde vers la gauche, quelqu’un qui dit vrai vers la droite » et l’inverse pour des personnes à la latéralité manuelle différente ». Les résultats sont : 73 % un échec et 27 % une réussite sur 40 sujets d'expérience âgés de 18 à 26 ans[85].

- Bruno Verschuere, Chu-Chien Lin, Sara Huismann, Bennett Kleinberg, Marleen Willemse, Emily Chong Jia Mei, Thierry van Goor, Leonie H. S. Löwy, Obed Kwame Appiah, et Ewout Meijer: The Use-the-best heuristic facilitates deception detection, in Nature Human Behaviour (20 mars 2023). Une équipe du laboratoire de recherches de l’Université d'Amsterdam montre que les menteurs et les personnes qui disent la vérité détournent le regard de la même manière[86],[87].

### Psychothérapie

#### Psychothérapie
- T Dowd et A Hingst, Matching therapists predicates: An in vivo test of effectiveness (La correspondance avec les prédicats par les thérapeutes: un test in vivo de son efficacité) Perceptual and Motor Skills, 1983, N°57, page 207–210. La promesse par la PNL de l'augmentation du rapport avec le thérapeute et de son influence sociale par l'harmonisation avec le système de représentation primaire du client, telle qu'exprimée dans ses prédicats, a été testée. Après une situation réelle d'entretien de 30 minutes avec 6 thérapeutes par 9 étudiants bénévoles, les personnes ont évalué les thérapeutes. Aucune différence significative n'a été trouvée[88].

- M Baddeley, Neurolinguistic programming: The academic verdict so far. (Programmation neurolinguistique: le verdict académique jusqu'à présent) Australian Journal of Clinical Hypnotherapy and Hypnosis, Vol 10(2), Sept 1989, 73-81: « Le verdict académique sur la PNL est donné: la théorie de la PNL au sujet de la personne ne peut pas expliquer la vaste gamme de problèmes intrapsychiques et interpersonnels rencontrés en pratique clinique. Un verdict final est retenu jusqu'à ce que d'autres études cliniques et des enquêtes expérimentales soient rapportées»[89].

- Dr Christian BALICCO, La PNL ou l'art de manipuler ses semblables, "Sciences et pseudo-sciences" (n°243 10-18), article reproduit revu par son auteur le 24 février 2003[90]. "C'est, sans aucun doute, le constat le plus dramatique que l'on puisse faire puisque certaines personnes n'hésitent pas à se transformer après quelques petites semaines de formation en "psychothérapeutes", sans bien sûr, posséder, pour la majorité d'entre eux de formation clinique…[…] On peut s'interroger non seulement sur la santé et l'équilibre mental de ces "praticiens" mais aussi sur le danger qu'ils font courir aux clients qui ont la naïveté d'aller les consulter […]"

- Psychologues de France, La religion des faux-psy, jeudi 9 octobre 2008 : "La Programmation Neuro Linguistique est un bon exemple de la simplification et la commercialisation des concepts et outils psychologiques. Bien entendu, le titre ronflant de « Maître Praticien en PNL » n’a aucune valeur juridique et ne fait référence à aucune formation validée par les pouvoirs publics. N’oubliez pas que l’utilisation d’outils psychologiques par des personnes n’y ayant pas été formé sérieusement, est dangereuse"[91].

- Dr Georges Fischman (sous la direction de), 2009, L’évaluation des psychothérapies et de la psychanalyse, éditions Elsevier Masson, page 240 à 243, Issy-les-Moulineaux,  (ISBN 978-2-294-08337-2). La PNL est classée dans la catégorie des "thérapies molles pour l’individu postmoderne" appartenant à "un bric-à-brac de manœuvres psychoéducatives".

- Tomasz Witkowski (en) et Maciej Zatonski, Psychology Gone Wrong: The Dark Sides of Science and Therapy ( La psychologie a mal tourné: les côtés sombres de la science et de la thérapie), 2015, BrownWalker Press, page 237 à 258, Part 3 "Beyond contrôle: psychobusiness" (Hors de contrôle: le psychobusiness), chapter 17 "The art of Hammering Nails or The Theory or Pratice of NLP in the eyes of the Sociopsychologist" (Chapitre 17 - L'art de planter des clous ou la théorie et la pratique de la PNL sous le regard du psychosociologue)  (ISBN 978-1-627-34528-6). "Nous aimerions, ici, nous référer à la déclaration de Messieurs O'Donohue et Ferguson, qui proposent que chaque type de thérapie, qui n'a pas été appuyée par des preuves empiriques pour son efficacité, devrait être appelée "expérimentale"[92]. Ils ont également avancé une suggestion: que chaque cas pratiqué avec un tel traitement sans en informer les patients au sujet de son statut expérimental et donc gagner de l'argent avec, devrait être renvoyé et traité comme une activité criminelle. Nous sommes complètement d'accord avec ce point de vue." Ils concluent ainsi: "Aujourd'hui, après 35 ans de recherches consacrées à ce concept inventé, la PNL est juste une autre maison instable, construite sur le sable, plutôt qu’un édifice fondé sur des piliers empiriques."

- PhD Steven Jay Lynn, James Evans, PhD Jean-Roch Laurence, PhD Scott O Lilienfeld: What Do People Believe About Memory? Implications for the Science and Pseudoscience of Clinical Practice (Que croient les gens à propos de la mémoire ? Implications pour la science et la pseudo-science de la pratique clinique ), décembre 2015, Canadian Journal of Psychiatry. Les techniques contemporaines qui s'appuient sur la récupération de la mémoire manquent souvent de soutien empirique crédible: la programmation neurolinguistique, la thérapie par enlèvement d'extraterrestres, les approches énergétiques(...). Elles implantent par inadvertance de faux souvenirs et nuisent aux personnes mêmes que les thérapeutes sont chargés d'aider[93].

- Le numéro de Sciences Humaines de juillet 2016 N°283 titre "Les nouvelles psychothérapies". A aucun moment, les articles ne citent la PNL[94].

- Sous la direction des Professeurs Julien Daniel Guelfi et Frédéric Rouillon et près de 170 auteurs psychiatres, pédopsychiatres, psychologues cliniciens, psychanalystes, mais aussi généticiens, biologistes ou pharmaciens ont contribué à la rédaction du Manuel de Psychiatrie, éditions Elsevier Masson, Issy-les-Moulineaux, 976 pages, 2017, 3ème édition  (ISBN 978-2-294-74927-8). Le chapitre 25 traite de l'ensemble des Thérapeutiques psychologiques: la PNL n'est pas abordée.

#### Stress post-traumatique et troubles anxieux
- Krugman M, Kirsch I, Wickless C, Milling L, Golicz H, Toth A: Neuro-linguistic programming treatment for anxiety: Magic or myth ? Journal of Consulting and Clinical Psychology, Volume 53, août 1985, pages 526 à 530. « Les résultats indiquent que le traitement avec la PNL par un dialogue de 4 minutes n'était pas plus efficace pour réduire l'anxiété, que de simplement attendre pendant 1 heure »[95].

- BBC, Neuro Linguistic Programming: Mental health veterans therapy fear, 22 October 2013. Les anciens combattants des forces armées aux prises avec des problèmes de santé mentale ont été mis en danger par une thérapie utilisée par un organisme de bienfaisance galloise dans la ville de Porthcawl, selon une enquête de la BBC. Il a été demandé de cesser d’utiliser la Programmation Neuro Linguistique, qui tente de changer les comportements mentaux et émotionnels, pour soigner les blessures. Deux vétérans interrogés qui suivaient un programme affirment sur la BBC que c’est la thérapie qu’ils ont reçue pour soigner les blessures qui leur a donné un sentiment suicidaire. Ils ont déclaré se sentir encore plus mal après leur traitement. Le Dr Neil Kitchiner, chef du service National Health Service au Pays de Galles pour le Veterans Health and Wellbeing, a indiqué qu’il n’a pas vu de preuve de l’efficacité du traitement : « Aucun d'entre eux n’est guéri d’après ce que j’ai vu, après trois jours de traitement » (…) « Certains ont été très malades après y être allé et ont besoin de beaucoup de soutien du NHS et des organismes de bienfaisance aux anciens combattants. Nous leur avons demandé de l’arrêter. » Un vétéran, qui ne voulait pas être identifié, a fait savoir que le programme du traitement, l’a laissé suicidaire. Le Professeur Neil Greenberg, co-directeur du Centre académique pour la santé mentale de défense au Kings College de Londres, a déclaré : « Si ce groupe qui n’est pas médicalement qualifié et ne connait pas l’anamnèse d’une personne, cela pourrait causer de réels problèmes, cela pourrait être très dangereux. » … « à moins que la PNL soit soumise à des essais cliniques randomisés, elle ne peut être établie comme un traitement approprié pour les PTSD. » (…)  Il a ajouté : « la PNL n’a pas été étudiée par des essais scientifiques appropriées pour montrer que cela fonctionne. Et compte tenu du fait que nous savons que ces thérapies psychologiques sont susceptibles de nuire, nous devons faire ces essais. » [96]

- Canadian Agency for Drugs and Technologies in Health: Neuro-Linguistic Programming for the Treatment of Adults with Post-Traumatic Stress Disorder, General Anxiety Disorder, or Depression: A Review of Clinical Effectiveness and Guidelines, 3 novembre 2014. « La recherche documentaire a abouti à 399 citations. Après sélection des résumés de la recherche documentaire et d'autres sources, 7 études potentiellement pertinentes ont été sélectionnées pour un examen complet. En conclusion, compte tenu du manque de données disponibles, la validité de la PNL dans le traitement du stress consécutif à un choc traumatique, de l'anxiété généralisée ou de la dépression sévère est difficile à établir » [97].

#### acrophobie (vertige)
- B Arroll , HB Wallace, V Mount V, SP Humm SP, DW Kingsford, 2017, Une revue systématique et une méta-analyse des traitements pour l'acrophobie (A systematic review and meta-analysis of treatments for acrophobia), The medical journal  of Australia. De nombreuses études comparatives ont montré une équivalence entre les thérapies, dont la PNL, au sujet de son efficacité à court terme mais pas à long terme. Cette constatation est peut-être due à une erreur statistique. La qualité des rapports était médiocre dans la plupart des études[98].

#### Lutte contre les dépendances
- Ni l'Autorité des normes publicitaires (Advertising Standard Autority) ni le Comité des pratiques publicitaires britannique (Committee of Advertising Practice) n'ont vu de preuves montrant que les fumeurs peuvent arrêter de fumer s'ils ne sont déterminés à le faire.(…) Le Comité des pratiques publicitaires britannique relève que les " praticiens (…) qui utilisent la PNL, devraient faire attention à distinguer entre les taux de réussite obtenus par la méthode en général et ceux qu'ils ont atteint personnellement. L'Autorité des normes publicitaires a décidé que les taux de réussite ne devraient pas être calculés sur la base des clients qui profitent d'une garantie de remboursement ou de sessions de suivi gratuites si la méthode n'apporte pas de réussite dès la première fois."(…)[99].

### Les maladies chroniques
- SC Lim, Criticism of Article On Neurolinguistic Programming ( Critique d'un article sur la Programmation Neuro Linguistique), Canadian Family Physician, juin 1984, n°30. L'auteur se dit intéressé par tous types de publications soutenant l'utilité de la PNL dans le traitement de l'amygdalite. Un tel traitement par des soins appartenant au domaine psychique lui parait un peu bizarre[100].

- Russell J, Rovere A, eds (2009). "Neuro-linguistic programming". American Cancer Society Complete Guide to Complementary and Alternative Cancer Therapies (2nd ed.). American Cancer Society. pages 120 à 122.  (ISBN 9780944235713). La PNL a été promue en tant que traitement pour le SIDA et le cancer, mais de telles allégations ne reposent sur aucune preuve.

- Sturt J, Ali S, Robertson W, Metcalfe D, Grove A, Bourne C, Bridle C: Neurolinguistic programming: a systematic review of the effects on health outcomes. British Journal of General practice, novembre 2012. « Il y a peu de preuves que les interventions en PNL améliore des résultats liés à la santé. Cette conclusion reflète la quantité et la qualité limitée de la recherche sur la PNL, plutôt que de solides preuves de non efficacité. Il existe des preuves actuellement insuffisantes pour appuyer l'affectation des ressources du Ministère de la santé aux activités PNL en dehors des finalités de la recherche »[101].

- Murray LL, Limited evidence that neurolinguistic programming improves health-related outcomes [Des preuves limitées que la programmation neuro linguistique améliore les résultats liés à la santé]. Evid Based Ment Health, août 2013[102]

- Steven Jay Lynn, James Evans, Jean-Roch Laurence and Scott O Lilienfeld : What Do People Believe About Memory? Implications for the Science and Pseudoscience of Clinical Practice, Canadian Journal of Psychiatry, décembre 2015, volume 60, pages  541 à 547. [S'agissant notamment de la PNL] « Par conséquent, nous recommandons fortement que l'exposition systématique à la nature de la mémoire humaine, en particulier sa faillibilité, devienne  - ce n'est pas simplement un souhait - un élément obligatoire dans le cursus des psychologues, des psychiatres, des infirmières psychiatriques, des travailleurs sociaux et des autres professionnels de la santé mentale. Pour pratiquer scientifiquement, les thérapeutes doivent être certains de se prévaloir des meilleures preuves scientifiques disponibles sur la nature de la mémoire. En faisant cela, ils peuvent éviter par inadvertance d'implanter de faux souvenirs et de veiller à ce qu'ils ne nuisent pas à ceux-là mêmes qui leur ont été confiés pour les aider »[103].

- Le numéro de Cerveau & Psycho de février 2017 N°85 titre "Douleurs chroniques: les traitements qui marchent". A aucun moment, les articles ne citent la PNL[104].

### Conseil
- W.B Gumm, M.K Walker, H.D Day, Neurolinguistics programming: Method or myth? (PNL: Méthode ou mythe ?) Journal of Counseling Psychology, Volume 29 (N°3), mai 1982, pages 327-330: "Contrairement à la prédiction de la théorie de la programmation neurolinguistique (PNL), les analyses Kappa n'ont pas permis de révéler la conformité des trois méthodes d'évaluation. On a également montré que chaque méthode d'évaluation était biaisée pour révéler une modalité de représentation particulière. L'application de certains principes de la PNL dans les milieux du conseil est donc remise en question"[105].

- Christopher Sharpley, Research findings on neurolinguistic programming: Nonsupportive data or an untestable theory ? ( Les résultats de la recherche sur la PNL: données non étayées ou une théorie impossible à tester ?) Journal of Counseling Psychology, Volume 34 n°1, janvier 1987, page 103 à 107. Les données de 7 études récentes démontrent davantage que les données en matière de recherche ne soutiennent ni les principes fondamentaux de la PNL, ni leur application dans des situations de conseil[106].

### Pédagogie
- Le comité des techniques pour le renforcement des performances humaines et la commission des sciences du comportement et des sciences sociales et de l'éducation (1991): Dans l'œil de l'esprit. Renforcer la performance humaine. (In the mind's eye. Enhancing human performance.). Ce rapport a été approuvé par le conseil d'administration du Conseil national de recherches, dont les membres proviennent des conseils de l'Académie nationale des sciences (États-Unis), de l'Académie nationale d'ingénierie des États-Unis et de l'Institut de médecine. Il relève "un intérêt réduit pour les programmes conçus pour former les officiers"[107].
- Lum.C (2001). Scientific Thinking in Speech and Language Therapy. Psychology Press. page 16  (ISBN 0-8058-4029-X).
- Lilienfeld, Scott O.; Lohr, Jeffrey M.; Morier, Dean (1 July 2001). "The Teaching of Courses in the Science and Pseudoscience of Psychology: Useful Resources". Teaching of Psychology. 28 (3): 182–191
- Dunn D, Halonen J, Smith R (2008). Teaching Critical Thinking in Psychology. Wiley-Blackwell. page 12  (ISBN 978-1-4051-7402-2)

### Le sport
- Richard P. Bailey (Conseil international pour l'éducation physique et la science du sport), Daniel J. Madigan (Université Saint John de York), Ed Cope et Adam R. Nicholls (Université de Hull): The Prevalence of Pseudoscientific Ideas and Neuromyths Among Sports Coaches (La prévalence des idées pseudo-scientifiques et des neuromythes chez les entraîneurs sportifs). La PNL entre clairement dans cette catégorie[108].

### Management
- Le comité des techniques pour le renforcement des performances humaines et la commission des sciences du comportement et des sciences sociales et de l'éducation (1991): Dans l'œil de l'esprit. Renforcer la performance humaine.(In the mind's eye. Enhancing human performance). Ce rapport a été approuvé par le conseil d'administration du Conseil national de recherches, dont les membres proviennent des conseils de l'Académie nationale des sciences (États-Unis), de l'Académie nationale d'ingénierie des États-Unis et de l'Institut de médecine. Il note l'absence de preuves mais surtout des effets négatifs dans la cohésion d'un groupe[107].

- Ashley Dowlen (1996) NLP - help or hype? Investigating the uses of neuro‐linguistic programming in management learning (PNL -  une aide ou un battage médiatique ? Étudier les utilisations de la programmation neurolinguistique dans l'apprentissage du management). Ashley Dowlen réalise ses propres recherches et passe également en revue les recherches existantes, afin d'examiner si la PNL est « une aide ou un battage médiatique » dans la formation en management. Il conclut que : « les preuves de recherche existantes sont limitées et non concluantes ... La PNL est soutenue avec enthousiasme par ceux qui la pratiquent, et c'est à la fois sa force et faiblesse potentielle »[109].

### Coaching
- Jonathan Passmore et Tatiana Rowson (Henley Centre for Coaching): Neuro-linguistic programming: A review of NLP research and the application of NLP in coaching (Programmation neuro-linguistique: une étude de la recherche en PNL et de l'application de la PNL dans le coaching): « (…) les pratiques uniques en leur genre de la PNL sont peu soutenues par des preuves issues de la recherche »[110].

### Contrôle du poids
- LB Sorensen, T Greve, M Kreutzer, U Pedersen, CM Nielsen, S Toubro et A Astrup du Département de Nutrition Humaine, Université of Copenhague, Danemark. Weight maintenance through behaviour modification with a cooking course or neurolinguistic programming.( Maintien du poids par la modification du comportement avec des cours de cuisine ou la PNL). Revue Canadienne de la pratique et de la recherche en diététique (2011). La conclusion de l'article est que « la perte de poids chez les participants en excès de poids ou obèses a été maintenue aussi efficacement grâce au cours de cuisine santé qu’à la PNL, mais le taux d’abandon était plus faible dans le groupe du cours actif de cuisine. »[111]